# Leksaksballong
En leksaksballong, vanligen kallad ballong, är en ballong gjord av plast, gummi eller latex, vars syfte är att fungera som tillfällig dekoration, reklambärare och leksak. De är vanliga under barnkalas, och andra festliga tillfällen där barnen ibland får en ballong. De används ibland också vid förevisningar och experiment, till exempel i klassrum.
Innan konstmaterialen tillverkades leksaksballonger av inälvor, det nämns bland annat i böckerna Den schweiziske Robinson från 1812 och Moby Dick från 1841. Den uppblåsbara gummiballongen skapades av Michael Faraday 1824, som annars är mer känd för sina elektriska och magnetiska experiment. I samband med ett vätgasexperiment skapade han en ballong genom att skära ut två cirklar ur tunna blad av gummi och sedan pressa ihop kanterna. Ballongen fylldes därefter med gasen.
Entreprenören och uppfinnaren Thomas Hancock började år 1825 att saluföra ett gör-det-själv-kit med gummilösning som trycktes ur en spruta. I början av 1900-talet fanns flera tillverkare av infärgade ballonger och 1931 gjordes den första ballongen i form av ett katthuvud med öron och ditritat ansikte med morrhår.
Precis som andra ballonger gjordes leksaksballonger lättare än luft genom att fylla dem med vätgas eller helium. Vätgas var billigast och enklast att komma över och var först den vanligaste gasen. Vätgas blandad med luft blir lättantändlig och explosiv, vilket ledde till flera tillbud och allvarliga olyckor. På 1910-talet började brandkår och sjukvård varna för dessa ballonger och år 1922 förbjöds leksaks- och reklamballonger med vätgas i New York City.
I Sverige förbjöds ballonger med vätgas, annat än för forskningsändamål, i en lag 30 juni 1969. Transportstyrelsen reglerar uppsläpp av ballonger. De måste bland annat vara gjorda av latex, vara begränsade i antal och får inte vara sammanbundna.